# Tetsuya Ota

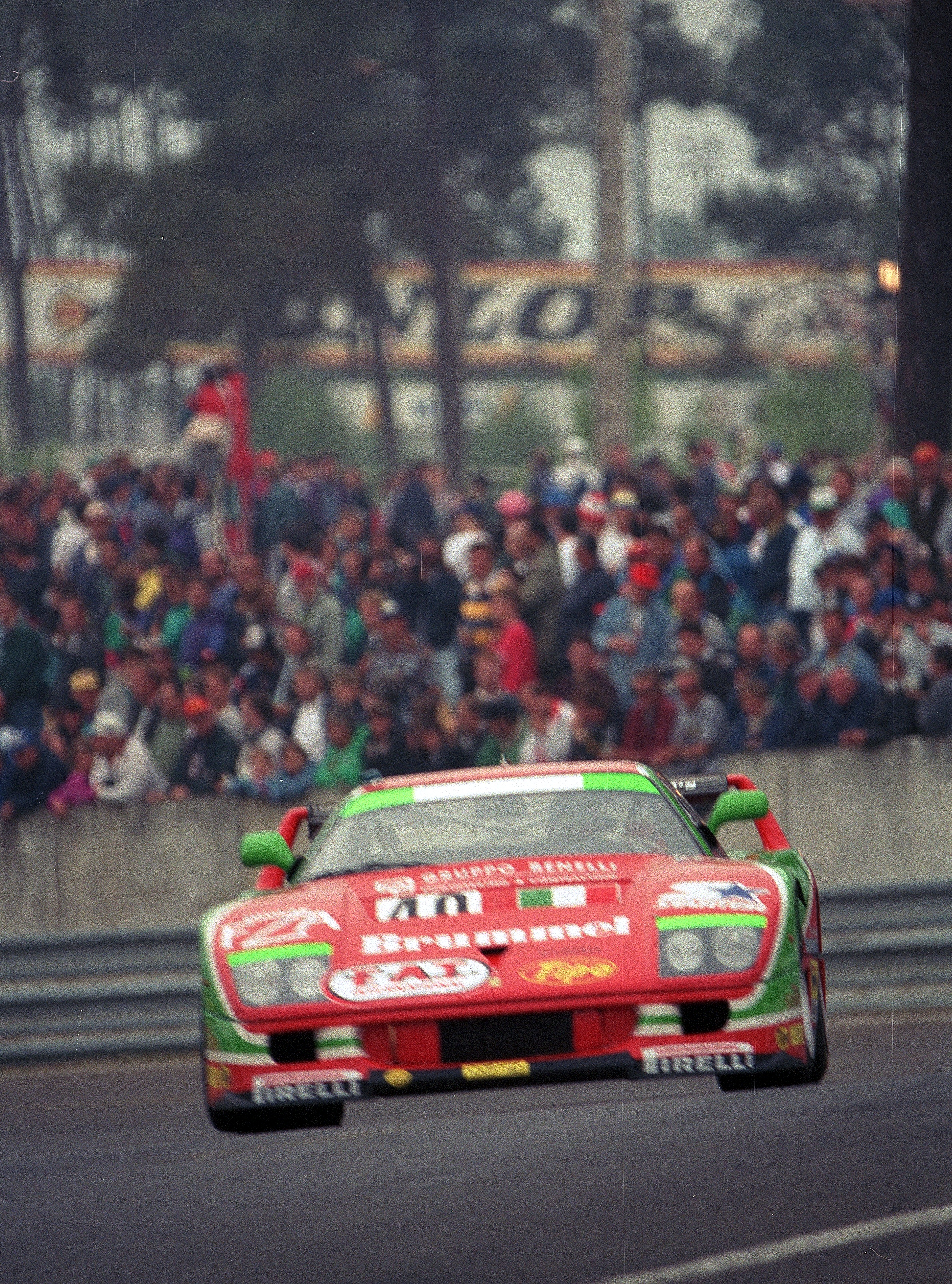
Der Ferrari F40 GTE mit dem Tetsuya Ota beim 24-Stunden-Rennen von Le Mans 1995 am Start war

Tetsuya Ota (太田 哲也 Ōta Tetsuya, * 6. November 1959) ist ein ehemaliger japanischer Rennfahrer, der insbesondere durch einen Unfall größere Bekanntheit erlangte.

## Unfall
Der Unfall trug sich am 3. Mai 1998 in einem Rennen der japanischen Tourenwagen-Meisterschaft (JGTC) in einer Safety-Car-Phase im Saisonfinale auf dem Fuji Speedway zu. Ota fuhr in dieser Saison einen Ferrari 355 Challenge. Die Rennbedingungen waren schwierig, da die Sichtverhältnisse durch starken Regen und Nebel sehr schlecht waren.

### Hergang
Der Porschefahrer Tomohiko Sunako fuhr auf seinen Vordermann auf und schlug anschließend in die linke Streckenbegrenzung ein. Sekunden darauf passierte Tetsuya Ota die Unfallstelle und verlor die Kontrolle über seinen Wagen. Er traf bei hoher Geschwindigkeit mit der Seite die Front des dort stehenden Porsches, woraufhin beide Fahrzeuge Feuer fingen. Die Flammen waren von dem beschädigten Tank von Otas Ferrari ausgegangen und auf den Porsche übergeschlagen.

Bei dem Unfall wurden auch einige Zuschauer in Mitleidenschaft gezogen. Während sich Tomohiko Sunako leicht benommen, aber aus eigener Kraft aus dem Auto retten konnte, rollte der stark brennende Ferrari mit dem wahrscheinlich bewusstlosen Fahrer auf die gegenüberliegende Seite der Zielgeraden.

Nach ca. 50 Sekunden gelang es dem Fahrer Shinichi Yamaji, welcher seinen Wagen direkt hinter der Unfallstelle stoppte, den Brand mithilfe eines Feuerlöschers zu ersticken. Nach der erfolgreichen Bergung Otas durch einen Streckenposten und Shinichi Yamaji erlangte dieser sein Bewusstsein wieder.

### Klage
Ota hat die Veranstalter der JGTC trotz einer Verzichtsklausel im Falle eines Unfalls in seinem Vertrag auf einen Schadensersatz von etwa 2,5 Millionen Dollar verklagt. Tatsächlich erhielt er einen Betrag von knapp über 830.000 Dollar.
Grund für die Klage waren die unzureichende technische Ausrüstung des Veranstalters, medizinische Defizite und nicht ausreichend geschultes Personal. Ota hatte von dem Unfall vor allem erhebliche Gesichtsverletzungen davongetragen, hervorgerufen durch das verschmorte Visier seines Helmes. Insgesamt erlitt er auf 40 % seiner Haut Verbrennungen dritten Grades.
Aufgrund der für die Verantwortlichen ungünstigen Rechtslage kam es zu der Schadenersatzleistung. Als Folge des Unfalles wurden zahlreiche Sicherheitsmaßnahmen in der JGTC eingeleitet. 

Nach dem Unfall musste Ota aufgrund von Schulterverletzungen seine aktive Rennfahrerlaufbahn beenden.

## Statistik

### Le-Mans-Ergebnisse
| Jahr | Team                               | Fahrzeug        | Teamkollege        | Teamkollege       | Platzierung | Ausfallgrund     |
| ---- | ---------------------------------- | --------------- | ------------------ | ----------------- | ----------- | ---------------- |
| 1994 | Simpson Engineering                | Ferrari 348 LM  | Robin Smith        | Stefano Sebastini | Ausfall     | Kupplungsschaden |
| 1995 | Ennea SRL                          | Ferrari F40E    | Luciano della Noce | Anders Olofsson   | Ausfall     | Getriebeschaden  |
| 1996 | Ennea SRL Igol Ferrari Club Italia | Ferrari F40 GTE | Robin Donovan      | Piero Nappi       | Ausfall     | Motorschaden     |